# S.C. Caronnese S.S.D.
Società Calcistica Caronnese SSD, là một câu lạc bộ bóng đá Ý nằm ở Caronno Pertusella, Lombardy.

## Lịch sử
Câu lạc bộ được thành lập vào năm 2009 với tên Società Calcistica Insubria CaronneseTurate ASD sau khi sáp nhập của Gruppo Sportivo Salus et Virtus Turate (thành lập năm 1927 tại Turate ở Serie D) và Unione Sportiva Caronnese (thành lập năm 1932 tại Caronno Pertusella thi đấu tại Eccellenza).
Vào năm 2010 đổi tên thành Socà Calcistica Insubria Caronnese ASD và nó đã lấy cái tên như hiện tại vào mùa hè năm 2011.

## Màu sắc và huy hiệu
Màu sắc của đội là trắng và xanh.